# Singapore i olympiska sommarspelen 1972
Singapore deltog med sju deltagare vid de olympiska sommarspelen 1972 i München. Ingen av landets deltagare erövrade någon medalj.